# Four Saints in Three Acts
Four Saints in Three Acts (títol original en anglès, en català Quatre sants en tres actes) és una òpera en quatre actes composta el 1928 per Virgil Thomson sobre un llibret en anglès de Gertrude Stein. Es va estrenar el 8 de febrer de 1934 al Wadsworth Atheneum de Hartford.